# Thomas Kennedy (politiker)
För andra betydelser, se Thomas Kennedy.
Thomas "Tom" Kennedy, född 25 december 1874, död 3 mars 1954, var en brittisk politiker.
Kennedy var socialdemokratisk ledamto av underhuset 1921-31, chefsinpiskare (chief whip) för Labour från 1927. Han var parlamentssekreterare i finansdepartementet 1929-31.